# Scottish FA Cup 1991/92
Der Scottish FA Cup wurde 1991/92 zum 107. Mal ausgespielt. Der wichtigste schottische Fußball-Pokalwettbewerb der vom Schottischen Fußballverband geleitet wurde, begann am 7. Dezember 1991 und endete mit dem Finale am 9. Mai 1992 im Hampden Park von Glasgow. Als Titelverteidiger startete der FC Motherwell in den Wettbewerb, der sich im Vorjahresfinale gegen Dundee United durchsetzte. Der Verein erreichte bei der diesjährigen Austragung das Achtelfinale, in dem er gegen den späteren Sieger, den Glasgow Rangers, mit 1:2 unterlag. Die Rangers gewannen das Finale gegen den Airdrieonians FC und sicherten sich den insgesamt 24. Titel im FA Cup. Die Mannschaft aus Glasgow konnte mit dem Gewinn des FA Cups und der Meisterschaft das Double holen. Aufgrund der Champions-League-Teilnahme der Rangers, trat Airdrieonians in der Europapokal der Pokalsieger-Saison 1992/93 an.

## 1. Runde
Ausgetragen wurden die Begegnungen am 7. und 14. Dezember 1991. Das Wiederholungsspiel fand am 16. Dezember 1991 statt.
|                       | Ergebnis |                        |
| --------------------- | -------- | ---------------------- |
| Albion Rovers         | 0:2      | FC Arbroath            |
| Alloa Athletic        | 7:1      | FC Hawick Royal Albert |
| FC East Fife          | 6:0      | FC Queen’s Park        |
| FC East Stirlingshire | 0:2      | FC Dumbarton           |
| FC Vale of Leithen    | 1:2      | FC Stranraer           |
| Gala Fairydean Rovers | 2:2      | Ross County            |

### Wiederholungsspiel
|             | Ergebnis |                       |
| ----------- | -------- | --------------------- |
| Ross County | 3:0      | Gala Fairydean Rovers |

## 2. Runde
Ausgetragen wurden die Begegnungen am 4. und 14. Januar 1992. Die Wiederholungsspiele fanden am 11. und 14. Januar 1992 statt.
|                  | Ergebnis |                            |
| ---------------- | -------- | -------------------------- |
| Alloa Athletic   | 0:2      | FC Dumbarton               |
| Berwick Rangers  | 7:4      | Ross County                |
| Brechin City     | 0:0      | FC East Fife               |
| FC Huntly        | 4:2      | FC Civil Service Strollers |
| FC Peterhead     | 1:1      | FC Cowdenbeath             |
| FC Stenhousemuir | 1:4      | FC Caledonian              |
| FC Stranraer     | 4:1      | Queen of the South         |
| FC Clyde         | 2:0      | FC Arbroath                |

### Wiederholungsspiele
|                | Ergebnis |              |
| -------------- | -------- | ------------ |
| FC Cowdenbeath | 6:1      | FC Peterhead |
| FC East Fife   | 3:1      | Brechin City |

## 3. Runde
Ausgetragen wurden die Begegnungen zwischen dem 22. Januar und 3. Februar 1992. Die Wiederholungsspiele fanden am 4. und 5. Februar 1992 statt.
|                     | Ergebnis |                      |
| ------------------- | -------- | -------------------- |
| FC Aberdeen         | 0:1      | Glasgow Rangers      |
| Airdrieonians FC    | 2:1      | FC Stranraer         |
| Ayr United          | 1:1      | FC Motherwell        |
| Celtic Glasgow      | 6:0      | FC Montrose          |
| FC Clydebank        | 3:1      | FC Cowdenbeath       |
| FC Dumbarton        | 0:2      | FC Huntly            |
| Forfar Athletic     | 0:0      | Dunfermline Athletic |
| Hamilton Academical | 0:1      | FC Falkirk           |
| Hibernian Edinburgh | 2:0      | Partick Thistle      |
| FC Caledonian       | 3:1      | FC Clyde             |
| FC Livingston       | 1:1      | FC Kilmarnock        |
| Greenock Morton     | 4:2      | FC East Fife         |
| Raith Rovers        | 0:2      | FC St. Johnstone     |
| FC St. Mirren       | 0:0      | Heart of Midlothian  |
| Dundee United       | 6:0      | Berwick Rangers      |
| FC Dundee           | 1:1      | Stirling Albion      |

### Wiederholungsspiele
|                      | Ergebnis        |                 |
| -------------------- | --------------- | --------------- |
| FC Kilmarnock        | ?:? (3:4 i. E.) | FC Livingston   |
| FC Motherwell        | 4:1             | Ayr United      |
| Dunfermline Athletic | 3:1             | Forfar Athletic |
| Heart of Midlothian  | 3:0             | FC St. Mirren   |
| Stirling Albion      | 0:1             | FC Dundee       |

## Achtelfinale
Ausgetragen wurden die Begegnungen am 11. und 15. Februar 1992.
|                      | Ergebnis |                     |
| -------------------- | -------- | ------------------- |
| Celtic Glasgow       | 2:1      | Dundee United       |
| FC Clydebank         | 1:5      | Hibernian Edinburgh |
| Dunfermline Athletic | 1:2      | Heart of Midlothian |
| FC Falkirk           | 0:0      | FC Dundee           |
| FC Huntly            | 1:3      | Airdrieonians FC    |
| FC Caledonian        | 2:2      | FC St. Johnstone    |
| Greenock Morton      | 2:2      | FC Livingston       |
| Glasgow Rangers      | 2:1      | FC Motherwell       |

### Wiederholungsspiele
|                  | Ergebnis |                 |
| ---------------- | -------- | --------------- |
| FC Dundee        | 0:1      | FC Falkirk      |
| FC Livingston    | 2:3      | Greenock Morton |
| FC St. Johnstone | 3:0      | FC Caledonian   |

## Viertelfinale
Ausgetragen wurden die Begegnungen zwischen dem 3. und 8. März 1992.
|                     | Ergebnis |                  |
| ------------------- | -------- | ---------------- |
| FC St. Johnstone    | 0:3      | Glasgow Rangers  |
| Celtic Glasgow      | 3:0      | Greenock Morton  |
| Hibernian Edinburgh | 0:2      | Airdrieonians FC |
| Heart of Midlothian | 3:1      | FC Falkirk       |

## Halbfinale
Ausgetragen wurden die Begegnungen am 31. März und 4. April 1992. Das Wiederholungsspiel fand am 14. April 1992 statt.
|                  | Ergebnis |                     |
| ---------------- | -------- | ------------------- |
| Glasgow Rangers  | 1:0      | Celtic Glasgow      |
| Airdrieonians FC | 0:0      | Heart of Midlothian |

### Wiederholungsspiel
|                     | Ergebnis        |                  |
| ------------------- | --------------- | ---------------- |
| Heart of Midlothian | ?:? (2:4 i. E.) | Airdrieonians FC |

## Finale
| Glasgow Rangers                                                            | Glasgow Rangers | Airdrieonians FC | Airdrieonians FC |
| -------------------------------------------------------------------------- | --- | --- | ---------------- |
| Glasgow Rangers                                                            | \| Finale \| \| Samstag, 9. Mai 1992 um 15:00 Uhr (Ortszeit WEZ) in Glasgow (Hampden Park) \| \| Ergebnis: 2:1 (2:0) \| \| Zuschauer: 44.045 \| \| Schiedsrichter: Douglas Hope \| \| Spielbericht \|             | \| Finale \| \| Samstag, 9. Mai 1992 um 15:00 Uhr (Ortszeit WEZ) in Glasgow (Hampden Park) \| \| Ergebnis: 2:1 (2:0) \| \| Zuschauer: 44.045 \| \| Schiedsrichter: Douglas Hope \| \| Spielbericht \|    | Airdrieonians FC |
| Glasgow Rangers                                                            | Andy Goram – Gary Stevens, Richard Gough, John Brown, David Robertson – Nigel Spackman, Stuart McCall, Oleksij Mychajlytschenko, Ian Durrant (Dale Gordon) – Mark Hateley, Ally McCoist Cheftrainer: Walter Smith | John Martin – Walter Kidd, Sandy Stewart, Chris Honor, Gus Caesar, Paul Jack – Jimmy Boyle, Evan Balfour, Davie Kirkwood (Wes Reid) – Alan Lawrence (Andy Smith), Owen Coyle Cheftrainer: Alex MacDonald | Airdrieonians FC |
| Glasgow Rangers                                                            | Mark Hateley Ally McCoist | Andy Smith | Airdrieonians FC |
| Finale                                                                     | | |                  |
| Samstag, 9. Mai 1992 um 15:00 Uhr (Ortszeit WEZ) in Glasgow (Hampden Park) | | |                  |
| Ergebnis: 2:1 (2:0)                                                        | | |                  |
| Zuschauer: 44.045                                                          | | |                  |
| Schiedsrichter: Douglas Hope                                               | | |                  |
| Spielbericht                                                               | | |                  |